# زندگی بهم ریختست
«زندگی بهم ریختست» (به انگلیسی: Life's a Mess) ترانه‌ای از رپر آمریکایی جوس ورلد و خوانندهٔ آمریکایی هالزی می‌باشد که کمی پس از مرگ جوس ورلد در ۶ ژوئیهٔ سال ۲۰۲۰ از سوی گرید ای پروداکشنز تحت لیسانس انحصاری اینترسکوپ رکوردز به‌عنوان سومین تک‌آهنگ آلبوم استودیویی افسانه‌ها هرگز نمی‌میرند منتشر گردید و بعدها در ئی‌پی همکاری‌ها اثر هالزی که ۳ هفته بعد منتشر شد، نیز قرار گرفت. این ترانه همان روزی منتشر شد که مالک جوس ورلد تاریخ انتشار آلبوم را اعلام نمود. این پس از ریمیکس موفق «بدون من» دومین همکاری میان این دو هنرمند می‌باشد.